# Énergie au Danemark
Le secteur de l'énergie au Danemark bénéficie de ressources naturelles fossiles (pétrole et gaz naturel) importantes, mais en voie d'épuisement, et de ressources renouvelables (surtout biomasse et énergie éolienne) ; les ressources primaires utilisées (locales et importées) se répartissaient en 2021 en 54,4 % de combustibles fossiles (37,5 % de pétrole ; 11,1 % de gaz naturel, 5,9 % de charbon) et 43,1 % d'énergies renouvelables (biomasse-déchets : 33,5 %, éolien-solaire : 9,2 %). Le degré d'autosuffisance énergétique du Danemark décline d'année en année : 154 % en 2005, 120 % en 2010, 83 % en 2016.
La consommation danoise d'énergie primaire par habitant était en 2019 de 115 GJ, supérieure de 46 % à la moyenne mondiale, mais inférieure de 24 % à celle de la France et de 22 % à celle de l'Allemagne.
La part de l'électricité dans la consommation finale d'énergie atteignait 20,6 % en 2020 et celle de la chaleur de réseau 18,7 %. 
La production d'électricité reposait en 2021 pour 18,6 % sur des centrales thermiques à combustibles fossiles (surtout charbon : 13,2 % et gaz naturel : 4,6 %), et pour 79 % sur les énergies renouvelables, en particulier les éoliennes (48,6 %) et la biomasse (23,4 %) ; la part du solaire augmente rapidement : 4,0 % en 2021, 7,3 % fin 2022. La puissance installée photovoltaïque par habitant fin 2023 était supérieure de 4 % à la moyenne de l'Union européenne, au 9e rang européen, loin derrière les Pays-Bas et l'Allemagne.
Le Danemark a lancé depuis plus de 30 ans une politique de promotion des énergies renouvelables, et s'est fixé en 2012 l'objectif d'atteindre 35 % d'énergies renouvelables pour la consommation totale d'énergie, 50 % d'éolien dans la production d'électricité d'ici 2020 (objectifs dépassés) et 100 % d'énergies renouvelables en 2050.
Cependant, du fait de son utilisation encore importante de combustibles fossiles, surtout de pétrole, les émissions de CO2 par habitant liées à l'énergie au Danemark en 2022 étaient supérieures de 4 % à la moyenne mondiale, de 10 % à celles de la France et de 40 % à celles de la Suède, mais inférieures de 25 % à la moyenne de l'Union européenne et de 39 % à celles de l'Allemagne.

## Vue d'ensemble
| Principaux indicateurs de l'énergie au Danemark                                                                                                | Principaux indicateurs de l'énergie au Danemark | Principaux indicateurs de l'énergie au Danemark | Principaux indicateurs de l'énergie au Danemark | Principaux indicateurs de l'énergie au Danemark | Principaux indicateurs de l'énergie au Danemark | Principaux indicateurs de l'énergie au Danemark |
| --- | ----------------------------------------------- | ----------------------------------------------- | ----------------------------------------------- | ----------------------------------------------- | ----------------------------------------------- | ----------------------------------------------- |
| | Population                                      | Consom. énergie primaire                        | Production                                      | Importation nette                               | Consom. élect.*                                 | Émissions GHG**                                 |
| Année | Million                                         | PJ                                              | PJ                                              | PJ                                              | TWh                                             | Mt CO2éq                                        |
| 1990 | 5,14                                            | 726,5                                           | 422                                             | 362                                             | 30,56                                           | 51,7                                            |
| 2000 | 5,34                                            | 780                                             | 1 161                                           | -313                                            | 34,61                                           | 51,5                                            |
| 2010 | 5,55                                            | 816                                             | 975                                             | -141                                            | 35,10                                           | 48,3                                            |
| 2011 | 5,57                                            | 754                                             | 860                                             | -49                                             | 34,35                                           | 43,0                                            |
| 2012 | 5,59                                            | 723                                             | 785                                             | -22                                             | 33,77                                           | 38,1                                            |
| 2013 | 5,61                                            | 724                                             | 697                                             | 96                                              | 33,91                                           | 39,9                                            |
| 2014 | 5,64                                            | 681                                             | 673                                             | 92                                              | 33,07                                           | 35,6                                            |
| 2015 | 5,68                                            | 682                                             | 672                                             | 99                                              | 33,02                                           | 33,5                                            |
| 2016 | 5,71                                            | 698                                             | 633                                             | 105                                             | 35,58                                           | 35,0                                            |
| 2017 | 5,75                                            | 700                                             | 646                                             | 89                                              | 33,92                                           | 32,8                                            |
| 2018 | 5,78                                            | 697                                             | 571                                             | 177                                             | 33,4                                            | 32,8                                            |
| 2019 | 5,81                                            | 668                                             | 512                                             | 291                                             | 33,7                                            | 29,3                                            |
| 2020 | 5,82                                            | 638                                             | 386                                             | 308                                             | 34,6                                            | 26,9                                            |
| 2021 | 5,84                                            | 707                                             | 378                                             | 248                                             | 36,8                                            | 28,6                                            |
| variation 1990-2021 | +14 %                                           | -3 %                                            | -10 %                                           | -31 %                                           | +20 %                                           | -45 %                                           |
| * consommation brute d'électricité = production+importations-exportations-pertes en ligne ** émissions de gaz à effet de serre par combustion. |                                                 |                                                 |                                                 |                                                 |                                                 |                                                 |

## Histoire
Au XXe siècle, les centrales électriques danoises fonctionnent traditionnellement au charbon, mais pendant les années 1960, le charbon est supplanté par le pétrole. Ainsi, en 1972, 80 % de l'électricité est produite à partir du pétrole et 20 % à partir du charbon ; le pays dépend totalement des combustibles d'importation, dont le pétrole représente 94 %. Après le choc pétrolier de 1973, le pays s'efforce de réduire cette dépendance au pétrole : durant les années 1980, le rapport entre le pétrole et le charbon s'inverse, et au début des années 1990, le pétrole ne représente plus qu'une faible part de l'approvisionnement en électricité. Grâce aux gisements de pétrole et de gaz de la Mer du Nord, le Danemark devient peu à peu un exportateur de pétrole et en 1997, il est devenu auto-suffisant en énergie.

### Gaz naturel
En mai 1979, des gisements de gaz sont découverts dans la mer du Nord, dans les eaux territoriales danoises : le principal est nommé Tyra. En 1984, ces gisements commencent à être exploités et au début des années 1990, le réseau de distribution approvisionne la totalité du Danemark en gaz naturel.[Information douteuse]
En 2002, 23 % de la consommation totale électrique du Danemark avait pour source le gaz naturel. La même année, l'ensemble des réserves danoises en mer du Nord représentait 141 milliards de m³, soit 18 années de la production de 2001.

### Pétrole
En 1962-63, la compagnie danoise A.P. Møller obtient l'exclusivité de la prospection et l'extraction des hydrocarbures dans le sous-sol et le socle continental danois. Le 1er janvier 2002, les réserves totales danoises de pétrole brut représentent 313 millions de m³, soit 15 années de la production de 2001.

### Énergies renouvelables
La part des énergies renouvelables dans la consommation totale d'énergie primaire est passée de 3 % en 1980 à 6 % en 1990, à près de 10 % en 2000, 20 % en 2010 et à 28,8 % en 2016.
En 2008, le Danemark était en tête des pays producteurs d'éoliennes avec 28400 emplois dans la filière et des exportations atteignant 42 milliards de DKK soit 7,2 % des exportations totales danoises ; en 2010, l'emploi dans le secteur est retombé à 25000 et les exportations ont atteint 46 milliards de DKK. En 2011, les éoliennes assuraient 27,8 % de la production électrique danoise contre 2 % en 1990.
Le parlement danois a voté en mars 2012 un plan visant pour 2020 des objectifs de 35 % d'énergies renouvelables pour la consommation totale d'énergie, et 50 % d'éolien dans la production d'électricité. À l'horizon 2050, le Danemark veut atteindre 100 % d'énergie renouvelable,.
Le ministre du Climat et de l’Énergie a déclaré le 31 mars 2016 : « la politique énergétique danoise coûte trop cher. Il est bon de l’examiner d’un regard neuf » , en présentant une nouvelle commission chargée d’ « aider le Danemark à respecter ses engagements internationaux » dans la lutte contre le changement climatique ». Le Parti libéral revenu au pouvoir en juin 2015 souhaite réviser à la baisse les objectifs que le précédent gouvernement de centre gauche avait voulus plus ambitieux que ceux de l’Union européenne ; il veut ainsi abandonner l’échéancier fixé pour encadrer la transition vers les renouvelables : la fin de l’utilisation du charbon en 2030 et celle du gaz naturel en 2035 ; il veut aussi renoncer à l’objectif d’une réduction de 40 % des émissions de gaz à effet de serre d’ici à 2020 par rapport à 1990. En revanche, l’objectif final de l’abandon des combustibles fossiles en 2050 est maintenu.

### Nucléaire
Alors que le parlement danois avait voté en 1985 l’interdiction de produire de l’électricité à partir du nucléaire, le gouvernement de centre-gauche décide en mai 2025 de lancer une étude d’impact d’un an sur les avantages et les risques liés à l’éventuel retour du nucléaire dans le mix énergétique national. L’idée serait d’examiner l’apport possible des petits réacteurs modulaires (SMR). Par ailleurs, un fonds soutenu par le milliardaire danois Joachim Ante a annoncé son intention de lever 350 millions d’euros pour investir dans le nucléaire de nouvelle génération.

## Production d'énergie primaire
Le Danemark est devenu le premier producteur d'hydrocarbures de l'Union européenne avec la sortie du Royaume-Uni. Mais le 3 décembre 2020, le Parti social-démocrate au pouvoir et la quasi-totalité des autres formations représentées au parlement se sont mis d'accord pour tourner la page des hydrocarbures d'ici 2050. La production danoise devrait désormais croître jusqu'à la seconde moitié de la décennie en cours, pour ensuite baisser avec l'extinction, dans les années 2040, des licences déjà octroyées.
En 2021, la production d'énergie primaire du Danemark s'élevait à 377,5 PJ (pétajoules), en recul de 11 % par rapport à 1990. La part des combustibles fossiles était de 48,8 % (pétrole : 36,9 %, gaz naturel : 11,9 %) contre 88,1 % en 1990, celle des énergies renouvelables de 51,2 % (biomasse-déchets : 33,3 %, éolien-solaire : 17,3 %) contre 11,9 % en 1990.
En 2016, elle était de 643 pétajoules (PJ=1015 joules), en baisse de 4,7 % par rapport à 2015.
| Énergie | 1980  | 1990  | 2000    | 2005    | 2010  | 2012  | 2013  | 2014 | 2015 | 2016 | % 2016 |
| Pétrole | 12,7  | 256,0 | 764,5   | 796,2   | 522,7 | 429,1 | 373,4 | 350  | 331  | 298  | 46,3 % |
| Gaz naturel | 0,017 | 116,0 | 310,3   | 392,9   | 307,4 | 216,0 | 179,3 | 173  | 174  | 169  | 26,3 % |
| Déchets n.r.** | 4,8   | 7,0   | 13,7    | 17,0    | 17,1  | 16,8  | 16,9  | 16   | 16   | 16   | 2,5 %  |
| Énergies renouvelables | 22,7  | 45,5  | 76,0    | 105,6   | 131,3 | 130,1 | 135,2 | 139  | 155  | 160  | 24,9 % |
| Total | 40,2  | 424,4 | 1 164,5 | 1 311,7 | 978,6 | 792,0 | 704,7 | 678  | 675  | 643  | 100 %  |
| Source : Danish Energy Agency, Energy Statistics 2012 ; 2014-2016 : Danish Energy Agency, Preliminary Energy Statistics 2016 (2016: provisoire). ** part non renouvelable des déchets (la part renouvelable est dans les EnR). |       |       |         |         |       |       |       |      |      |      |        |

La production 2012 était supérieure de 2 % à la consommation totale d'énergie primaire du pays ; le degré d'autosuffisance, calculé par rapport à la consommation brute corrigée du climat, était ainsi de 102 % en 2012, mais tombe à 93 % en 2013 ; le Danemark était devenu autosuffisant pour la première fois en 1997 ; le degré d'autosuffisance, qui était de 52 % seulement en 1990, a atteint son apogée en 2004 à 155 %. Le Danemark est redevenu importateur net d'énergie en 2013 pour la première fois depuis 1996 ; en 2015, le degré d'autosuffisance était à 90 %. En 2016 il est tombé à 83 %.
La production d'énergie primaire a reculé de 51 % en dix ans depuis son pic atteint en 2005 ; la production de pétrole a reculé de 58 % et celle de gaz naturel de 56 %, tandis que celle des énergies renouvelables progressait de 47 %.

### Pétrole

Le pays n'est plus exportateur de pétrole.

La production du gaz du pays diminue rapidement.

Les réserves prouvées de pétrole du Danemark étaient estimées par BGR (en) (Agence fédérale allemande pour les sciences de la Terre et les matières premières) à 46 Mt (millions de tonnes) fin 2022 ; en comparaison, celles de la Norvège étaient estimées à 934 Mt. Elles représentaient 14 années de production au rythme de 2022 : 3,2 Mt.
L'Energy Institute estime la production de pétrole brut du Danemark à 2,9 Mt en 2023, en baisse de 8,3 % en 2023 et de 67 % depuis 2013, soit 0,1 % de la production mondiale et 1,9 % de celle de l'Europe.
Les réserves (y compris les ressources contingentes) étaient estimées à 160 millions de m3 à la fin 2015.
Le Danemark a atteint l'autosuffisance en pétrole en 1993 ; en 2015, le degré d'autosuffisance en pétrole s'élevait à 118 % contre 127 % en 2014 ; il diminue depuis son pic atteint en 2004 (environ 240 %) ; en 2016, il est tombé à 103 %.
La production de pétrole a décliné de 21,8 millions de m3 en 2005 à 10,2 Mm3 en 2013.
| PJ                             | 2011  | 2012  | 2013  | 2014  | 2015  |
| RESSOURCES                     | 604,1 | 613,7 | 590,5 | 528,1 | 514,9 |
| Production d’énergie primaire  | 470,4 | 429,1 | 373,4 | 349,6 | 330,7 |
| Importations                   | 129,9 | 186,9 | 216,2 | 170,7 | 183,9 |
| Stocks et différences statist. | 3,8   | -2,3  | 0,9   | 7,7   | 0,3   |
| EMPLOIS                        | 604,1 | 613,7 | 590,5 | 528,1 | 514,9 |
| Exportations                   | 318,5 | 291,4 | 289,5 | 241,1 | 208,5 |
| Raffinage                      | 285,6 | 322,3 | 301,0 | 287,0 | 306,4 |

Les raffineries danoises ont produit 291,3 PJ de produits pétroliers en 2015 ; 402,0 PJ ont été importés et 360,8 PJ exportés, plus 32,3 PJ consommés en soutes maritimes internationales.

### Gaz naturel
Les réserves prouvées de gaz naturel du Danemark étaient estimées par BGR à 28 Gm3 (milliards de m3) fin 2022 ; en comparaison, celles de la Norvège étaient estimées à 1 469 Gm3. Elles représentaient 19 années de production au rythme de 2022 : 1,5 Gm3.
Les réserves (y compris les ressources contingentes) étaient estimées par ENS à 80 milliards de m3 à la fin 2015, soit 18 ans de production au rythme de 2015.
L'Energy Institute estime la production de gaz naturel du Danemark à 1,4 Gm3 en 2023, en baisse de 3,3 % en 2023 et de 72 % depuis 2013, soit 0,7 % de la production de l'Europe.
La production danoise de gaz naturel a décliné progressivement de 11,5 milliards de m3 en 2005 à 4,7 milliards de m3 en 2013.
Après l'invasion de l'Ukraine par la Russie en 2022, le gouvernement danois dévoile le 18 avril 2022 son plan pour remplacer rapidement les importations russes tout en avançant à plus long terme dans sa transition énergétique : la production des gisements danois de gaz va repartir à la hausse dès 2023 avec la réouverture des plateformes du gisement de Tyra, le plus grand du pays. Le Danemark a produit 72 % du gaz consommé dans le pays en 2019, et le gouvernement prévoit de subvenir à ses besoins dès 2023 et même de produire suffisamment pour aider d'autres pays européens. Mais à moyen terme, son plan prévoit que la moitié des 400.000 foyers danois qui se chauffent au gaz en 2022 basculeront d'ici à 2028 vers un raccordement au chauffage urbain ou, pour une petite partie d'entre eux, vers les pompes à chaleur fonctionnant à l'électricité. Pour les foyers restants et l'industrie, le plan prévoit un développement du biogaz d'origine renouvelable.
| PJ                                 | 2011  | 2012  | 2013  | 2014  | 2015  |
| RESSOURCES                         | 278,4 | 257,3 | 229,6 | 197,5 | 202,4 |
| Production d’énergie primaire      | 264,6 | 217,6 | 179,3 | 173,6 | 173,5 |
| Importations                       | 13,8  | 32,8  | 50,4  | 23,4  | 24,7  |
| Variation stocks - diff. stat.     | -     | 6,9   | -     | 0,6   | 4,2   |
| EMPLOIS                            | 278,4 | 257,3 | 229,6 | 197,5 | 202,4 |
| Exportations                       | 117,1 | 111,9 | 82,6  | 78,4  | 82,3  |
| Variation stocks - diff. stat.     | 4,7   | -     | 8,9   | -     | -     |
| Extraction et gazéification        | 25,1  | 25,0  | 23,4  | 23,0  | 24,1  |
| Transformation (cogénération, etc) | 65,3  | 55,9  | 48,8  | 36,2  | 35,0  |
| Consommation finale                | 66,2  | 64,4  | 65,8  | 59,9  | 60,8  |

La consommation de gaz pour l'extraction du pétrole et du gaz et leur transport (24,0 PJ en 2015) représente 20 % de la consommation totale de gaz ; par ailleurs, le gaz brûlé par les torchères a atteint 3,6 PJ en 2015 (3,4 PJ en 2014).

### Énergies renouvelables
La production d'énergies renouvelables a été de 155,2 PJ en 2015 (+11,8 %). Elle a connu une très vive croissance : +241 % de 1990 à 2015. La production éolienne a progressé de 8,1 % à 50,9 PJ (+2216 % depuis 1990), et celle de la biomasse de 14,4 % à 86,1 PJ : bois 46,8 PJ, paille 19,2 PJ et déchets renouvelables 19,5 PJ ; la production de biogaz a progressé de 15 % à 6,3 PJ, celle des pompes à chaleur de 10,4 % à 8,0 PJ, celle du solaire de 5,7 % à 3,6 PJ et celle de la géothermie a baissé de 16 % à 0,14 PJ. Les importations d'énergies renouvelables (nettes des exportations de biodiesel) ont été de 50,9 PJ, en baisse de 7,5 %, dont 39,4 PJ de bois, 2,3 PJ de déchets, 1,8 PJ de bioéthanol et 7,4 PJ de biodiesel ; la consommation d'EnR a été de 205,8 PJ, en hausse de 6,4 % ; depuis 1990 elle a été multipliée par 4,5 ; les importations couvrent 25 % de la consommation.
En 2016, les conditions de vent ont été exceptionnellement mauvaises dans toute l'Europe du nord, si bien que la production éolienne du Danemark a reculé de 9,6 % à 12,78 TWh contre 14,13 TWh en 2015, malgré une augmentation de la puissance installée de 167 MW à 5 242 MW.
Le Danemark a établi en 2015 un nouveau record dans l'éolien : l'énergie éolienne a assuré 42,1 % de la consommation électrique du pays, soit 3 points de plus qu'en 2014, grâce à des conditions de vent supérieures à la moyenne.

## Consommation d'énergie primaire

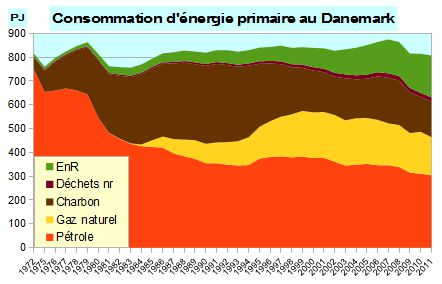
Consommation d'énergie primaire au Danemark, 1972-2011
source données : Agence danoise de l'Énergie

En 2021, la consommation d'énergie primaire au Danemark s'est élevée à 707 PJ, en baisse de 3 % par rapport à 1990. La part des combustibles fossiles est majoritaire : 54,4 % (pétrole : 37,5 %, gaz : 11,1 %, charbon : 5,9 %), mais en forte baisse par rapport à 1990, où sa part était de 89,6 %. La part des énergies renouvelables est passée de 6,9 % en 1990 à 43,1 % en 2021 (biomasse-déchets : 33,5 %, éolien-solaire : 9,2 %). Le solde importateur des échanges internationaux d'électricité couvre 2,5 % de la consommation en 2021. En 31 ans, la consommation de combustibles fossiles a reculé de 41 % et celle d'énergies renouvelables a progressé de 506 %.
La consommation danoise d'énergie primaire par habitant était de 115,1 GJ en 2019, supérieure de 46 % à la moyenne mondiale (79,1 GJ), mais inférieure de 24 % à celle de la France (150,5 GJ), de 22 % à celle de l'Allemagne (148,3 GJ) et de 59 % à celle des États-Unis (282 GJ).
En 2018, la consommation d'énergie primaire était de 775 PJ (pétajoules) en valeurs ajustées (756 PJ en 2015), dont 37 % de pétrole ; 17 % de gaz naturel ; 15 % de charbon ; 29 % d'énergies renouvelables et 2 % de déchets (part non-renouvelable). Cette consommation s'est faite en 2015 sous la forme d'électricité pour 30 % (en baisse de 23 % par rapport à 1990), de chauffage urbain pour 12 % (+14 %), de consommation directe de combustibles pour 58 % (produits pétroliers : 36 % ; gaz naturel : 11,5 % ; charbon et coke : 1 % ; énergies renouvelables thermiques : 9 %).
Le graphique ci-contre montre l'évolution du mix énergétique danois :
- on remarque la stabilité de la consommation totale : sur 40 ans, elle a fluctué entre 756 PJ (en 1983) et 874 PJ (en 2007), avec une valeur moyenne de 823 PJ ; l'écart à la moyenne est toujours resté inférieur à 8 % ;
- la consommation 2012 est en forte baisse par rapport à 2007 : -10,2 %, l'essentiel de cette baisse s'étant réalisé en 2009 : -5,6 % ; la crise économique a donc eu un impact bien visible ;
- le pétrole était en position hégémonique en 1972 : 91,8 % ; sa part n'a cessé de baisser avec l'épuisement progressif des gisements danois, que le pays a anticipé par une diversification progressive des sources d'énergie ;
- le charbon a compensé dans un premier temps le déclin du pétrole : parti de 6,3 % en 1972, il est arrivé à son apogée en 1990 : 39,9 % ; depuis, il a régressé de 55 % ;
- le gaz naturel a pris le relai : apparu en 1981 avec 0,8 %, il atteint 10 % en 1990 et culmine à 23,7 % en 2002, puis décline à son tour avec l'épuisement progressif des gisements gaziers ;
- enfin, les énergies renouvelables se développent progressivement sur toute la période : 1,5 % en 1972 ; 2,7 % en 1980 ; 5,9 % en 1990 ; 9,6 % en 2000 ; 14,5 % en 2005 ; 23,4 % en 2012.

## Bilan énergétique
Le bilan énergétique retrace les flux d'énergie de la production locale et des importations jusqu'à la consommation par les utilisateurs finaux :
| BILAN ÉNERGÉTIQUE 2019              |                                     |                                     |                              |                            |                            |
| RESSOURCES                          | PJ                                  | %                                   | EMPLOIS                      | ktep                       | %                          |
| Production d’énergie primaire       | 512                                 | 76                                  | Consommation branche énergie | 104                        | 16                         |
| Importations                        | 752                                 | 112                                 | Consommation finale          | 566                        | 84                         |
| Exportations                        | -460                                | -69                                 |                              |                            |                            |
| Soutes internationales              | -74                                 | -11                                 |                              |                            |                            |
| Variation des stocks                | -61                                 | -9                                  |                              |                            |                            |
| Total ressources                    | 670                                 | 100                                 | Total emplois                | 670                        | 100                        |
| Détail consommation branche énergie | Détail consommation branche énergie | Détail consommation branche énergie | Détail consommation finale   | Détail consommation finale | Détail consommation finale |
| Usage propre branche énergie        | 43                                  | 41                                  | Industrie + agric.           | 122                        | 22                         |
| Pertes de transformation            | 22                                  | 21                                  | Transport                    | 179                        | 32                         |
| Pertes de distribution              | 32                                  | 31                                  | Ménages                      | 175                        | 31                         |
|                                     |                                     |                                     | Tertiaire                    | 81                         | 14                         |
|                                     |                                     |                                     | Usages non énergétiques      | 8                          | 1                          |

## Consommation finale

### Consommation finale par source

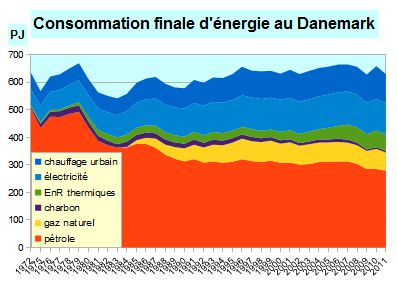
Consommation finale d'énergie au Danemark, 1972-2011
source données : Agence Danoise de l'Énergie

La consommation finale d'énergie au Danemark s'élevait en 2020 à 545 PJ, en baisse de 1 % par rapport à 1990. La consommation directe de combustibles fossiles y contribuait pour 50,4 % (produits pétroliers : 38,0 %, gaz naturel : 11,6 %, charbon : 0,8 %), celle de biomasse et de déchets pour 10,2 %, l'électricité pour 20,6 % et la chaleur de réseau pour 18,7 %. En 30 ans, les combustibles fossiles ont reculé de 22 % alors que la biomasse et les déchets ont progressé de 136 %, la chaleur de réseau de 39 % et l'électricité de 10 %.
La consommation finale d'énergie (corrigée des variations climatiques) au Danemark a atteint 614,75 PJ en 2015, à 1,8 % seulement au-dessus de son niveau de 1990 ; elle avait culminé à 665,9 PJ en 2005.
| Source | 1980  | %      | 1990  | 2000  | 2010  | 2012  | 2013  | 2014  | 2015  | %      | var. 1980-2015 |
| Pétrole | 430,7 | 70,7 % | 321,9 | 312,4 | 283,6 | 264,0 | 260,1 | 256,7 | 260,0 | 42,3 % | -40 %          |
| Gaz naturel | 0     | -      | 50,1  | 72,7  | 67,6  | 65,1  | 65,1  | 63,5  | 62,3  | 10,1 % | ns             |
| Charbon | 21,6  | 3,5 %  | 17,2  | 12,4  | 5,6   | 4,8   | 5,4   | 5,5   | 5,0   | 0,8 %  | -77 %          |
| Déchets n.r.* | 0,3   | 0,05 % | 0,5   | 0,8   | 0,9   | 0,9   | 0,9   | 1,0   | 0,9   | 0,1 %  | +201 %         |
| EnR thermiques | 15,9  | 2,6 %  | 27,8  | 32,2  | 53,6  | 60,2  | 61,1  | 64,9  | 70,0  | 11,4 % | +339 %         |
| Électricité | 78,4  | 12,9 % | 103,2 | 117,6 | 114,7 | 114,3 | 111,9 | 110,6 | 110,8 | 18,0 % | +41 %          |
| Chauffage urbain | 57,7  | 9,5 %  | 81,7  | 102,1 | 106,7 | 109,0 | 105,6 | 106,0 | 105,2 | 17,1 % | +82 %          |
| Gaz manufacturé | 4,9   | 0,8 %  | 1,7   | 0,7   | 0,5   | 0,5   | 0,5   | 0,6   | 0,6   | 0,1 %  | -88 %          |
| Total consommation finale | 609,6 | 100 %  | 604,1 | 650,8 | 633,2 | 638,2 | 610,7 | 609,0 | 614,8 | 100 %  | +0,8 %         |
| Source : Danish Energy Agency, Energy Statistics 2014. * part non renouvelable des déchets (la part renouvelable est dans les EnR). |       |        |       |       |       |       |       |       |       |        |                |

La consommation finale d'énergie du Danemark se caractérise avant tout par sa stabilité exceptionnelle ; en fait, elle avait légèrement augmenté jusqu'en 2007 (+4 %), puis est retombée de 7 % sous l'effet de la crise.
Le pétrole reste prédominant, mais décline progressivement en faveur du gaz, des énergies renouvelables thermiques (bois, biogaz, etc) et du chauffage urbain ; l'électricité a progressé de 115,5 % entre 1972 et 2006, puis a régressé de 7,8 % en 6 ans ; le gaz naturel est monté en flèche de ses débuts en 1982 jusqu'à son apogée en 1996 (à 11,4 %) puis s'est stabilisé autour de 11 %.

### Consommation finale par secteur

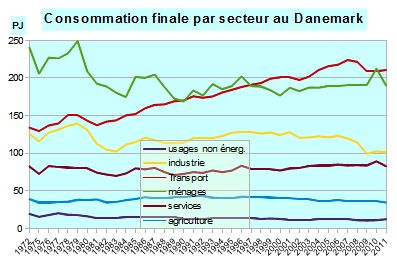
Consommation finale d'énergie par secteur au Danemark, 1972-2011
source données : Agence Danoise de l'Énergie

L'utilisation de l'énergie se répartit par secteur comme suit en 2020 :
- usages non énergétiques : 1,7 % ;
- transport : 30,1 % ;
- industrie : 17,2 % ;
- résidentiel : 31,4 % ;
- tertiaire : 14,0 % ;
- agriculture, sylviculture, pêche : 5,2 %.

De 1990 à 2020, le secteur des transports a vu sa consommation finale progresser de 14 %, celui du tertiaire de 5 % et le résidentiel de 2 % ; l'industrie a reculé de 16 %, l'agriculture de 23 % et les usages non énergétiques de 27 %.
Les consommations des ménages et de l'industrie ont baissé au cours des années 1970 et 1980, puis sont restées stables (en dehors des fluctuations dues aux températures pour les ménages) ; la crise de 2008 a fait plonger l'industrie de 21 % entre 2006 et 2012.
La consommation des transports a progressé fortement sur toute la période, sauf en 1980-81 et surtout lors de la crise : -8,6 % de 2007 à 2012. La route représente 76,2 % de la consommation des transports, suivie par l'aviation : 18,2 %, le cabotage : 2,7 % et le rail : 2,3 %. Depuis 1980, la route a progressé de 58,6 %, l'aviation de 61,8 % et le cabotage de 0,9 % ; le rail a reculé de 4,6 %.
De 1990 à 2015, la consommation d'essence a baissé de 19,4 %, celle de diesel a augmenté de 77,7 % et celle de carburéacteur de 34,5 %.
La consommation d'énergie des transports se répartissait en 2015 en 75,4 % pour les transports de passagers et 23,9 % pour le fret (solde : transports militaires). Ces consommations ont progressé de 30,6 % pour les transports de passagers et 6,4 % pour le fret entre 1990 et 2015.
Les consommations pour le chauffage des logements sont restées quasiment inchangées de 1990 à 2015 : +1 %, mais cette stabilité résulte d'une augmentation de 22,4 % des surfaces chauffées et d'une baisse de 17,5 % de la consommation d'énergie par mètre carré ; les modes de chauffage des 2,79 millions de logements danois se répartissaient, au 1er janvier 2015, en :
- chauffage urbain : 63,2 % :
- chaudières à gaz naturel : 15,4 % ;
- chaudières au fioul : 10,7 % ;
- autres : 10,7 % (pompes à chaleur, chauffage électrique, chaudières à bois)[é 8].

## Principaux acteurs

logo de Ørsted

- Ørsted (ex-DONG Energy), opérateur historique de la production de gaz et d'électricité, fondé par  l'État danois en 1972 sous le nom de Dansk Naturgas A/S pour exploiter les gisements de gaz de Mer du Nord, a étendu ses activités à la production d'électricité, puis fusionné en 2005 avec 5 autres compagnies danoises d'énergie[19] ; l'État danois contrôle 80 % du capital[20] et doit en conserver la majorité jusqu'en 2025. DONG Energy emploie 7000 salariés et a réalisé en 2012 un chiffre d'affaires de 9 Mds €. Sa branche exploration-production produit 78 000 barils équivalent pétrole/jour de pétrole et gaz, et vise un objectif de 150000 bep/j en 2020[21] ; sa branche production thermique exploite 13 centrales (10 au Danemark, 1 aux Pays-Bas, 1 en Norvège et 1 au Royaume-Uni - total : 6 000 MW) et 3 unités d'incinération de déchets (67 MW) ; ces centrales ont assuré en 2012 48 % de la production d'électricité de Dong, le reste provenant d'éoliennes et de centrales hydroélectriques en Suède ; Dong remplace progressivement le charbon par de la biomasse (bois, paille) afin de réduire ses émissions de CO2 ; la branche éolienne gère des parcs éoliens depuis 20 ans et en 2012 emploie 1950 employés pour gérer des éoliennes au Danemark, au Royaume-Uni, en Suède, Norvège, Pologne et France ; elle a construit 1,7 GW d'éoliennes offshore, soit 38 % de la capacité éolienne offshore de l'Europe et son objectif 2020 est de 6,5 GW ; sa branche ventes et distribution fournit en électricité un million de clients et en gaz 120 000 clients ; ses ventes d'électricité 2012 ont atteint 7,5 TWh, et ses ventes de gaz 36,8 TWh, dont 25 % au Danemark, 46 % au Royaume-Uni et 20 % aux Pays-Bas ; sa part de marché au Danemark est de 20 % ; dans la distribution, sa part est de 30 % (19 000 km de réseaux ; les lignes aériennes sont progressivement remplacées par des câbles souterrains) ; la branche trading emploie 320 personnes.

logo de VESTAS

- Vestas Wind Systems A/S[22] était depuis 2000 et jusqu'en 2011 le plus grand fabricant mondial d'éoliennes ; il aurait cédé la première place à l'américain General Electric Wind en 2012 ; Vestas a souffert de difficultés (perte nette de 963 millions d'euros en 2012) après avoir surestimé la croissance du secteur des éoliennes, mais son activité a continué à croître (6,2 GW installés en 2012 contre 5,2 GW en 2011 ; le chiffre d'affaires est en hausse de 23 % à 7,2 Mds €) et après quatre plans de restructuration successifs le groupe a réduit sa masse salariale de 22 %[23]. Vestas a joué un rôle de pionnier dans le secteur, installant sa première turbine (30 kW)en 1979. En 2013, son catalogue va de 2 MW à 8 MW : Vestas a installé à Østerild, au nord du pays, son prototype d’éolienne de 8 MW, la V164 ; avec une hauteur de mât de 140 m et un rotor de 164 m de diamètre, cette éolienne remporte le record de puissance au niveau mondial, précédemment établi à 7,5 MW par Enercon ; la V164 est destinée à l’offshore et doit entrer en production de série à partir de 2015[24].
- Energinet.dk, entreprise d'État dépendant du Ministère danois du Climat, de l'Énergie et de la Construction, gestionnaire des réseaux de transport de gaz et d'électricité, exploite 800 km de gazoducs et le réseau danois de transport d'électricité (en 400 kV : 1 180 km de lignes aériennes, 228 km de câbles souterrains et 163 km de câbles sous-marins ; et en 150/132 kV)[25].

## Secteur de l'électricité et du chauffage urbain
Au Danemark, les secteurs de la production d'électricité et de la production de chaleur pour les réseaux de chauffage urbain sont indissolublement liés, la majeure partie des centrales étant des centrales de cogénération : en 2015, 79,1 % de l'électricité thermique était produite conjointement avec de la chaleur ; ce pourcentage était de 36,8 % en 1990, 55,9 % en 2000 et 61 % en 2010 ; le chauffage urbain était approvisionné à 67,4 % par ces centrales de cogénération (55,8 % en 1990 et 81,6 % en 2000).

### Organisation du secteur
Jusqu'à la fin des années 1990, l'électricité était entièrement contrôlé par un monopole d'état. Au cours de la première moitié des années 1990, l'industrie a revendiqué le droit de choisir ses fournisseurs d'électricité, puis l'Union européenne a publié sa première directive sur le marché intérieur de l'électricité, demandant aux états d'ouvrir le secteur électrique à la concurrence ; une première étape de libéralisation en 1998 a concerné seulement les grands comptes (> 100 GWh), puis en juin 1999 une nouvelle loi sur la fourniture d'électricité a organisé l'ouverture à la concurrence : libre accès au réseau, séparation des activités de monopole (réseaux) et des activités concurrentielles (production et fourniture), en trois étapes dont la dernière aboutit à l'ouverture complète le 1er janvier 2003 ; l'État ne possède plus que l'opérateur de réseaux Energinet.dk qui gère le marché de l'électricité conjointement avec ses confrères scandinaves et baltes ; il conserve aussi une part majoritaire dans l'opérateur historique DONG Energy jusqu'à 2025.

### Production d'électricité
Le graphique qui aurait dû être présenté ici ne peut pas être affiché car il utilise l'ancienne extension Graph, désactivée pour des questions de sécurité. Des indications pour créer un nouveau graphique avec la nouvelle extension Chart sont disponibles ici.

Production d'électricité au Danemark par source
Source données : Agence internationale de l’énergie
Sur le graphique ci-contre, les pics de 1996, 2003 et 2006 correspondent à des soldes exportateurs exceptionnellement élevés (années de faible hydraulicité en Suède et Norvège).
Selon l'Energy Institute, en 2023 le Danemark a produit 33,6 TWh, en baisse de 4,4 % en 2023 et de 3 % par rapport à 2013. La part du Danemark dans la production mondiale est de 0,1 %. La part des énergies renouvelables atteint 88,1 %, dont 57,7 % d'éolien, 10,4 % de solaire et 19,9 % de biomasse-déchets.
| Source                                                                                    | 1990   | %      | 2000   | %      | 2010   | %      | 2020   | %      | 2022   | %      | var. 2022/1990 |
| Charbon                                                                                   | 23 558 | 90,7 % | 16 673 | 46,2 % | 17 006 | 43,8 % | 3 062  | 10,7 % | 4 429  | 12,7 % | -81 %          |
| Pétrole                                                                                   | 882    | 3,4 %  | 4 439  | 12,3 % | 774    | 2,0 %  | 263    | 0,9 %  | 331    | 0,9 %  | -62 %          |
| Gaz naturel                                                                               | 694    | 2,7 %  | 8 774  | 24,3 % | 7 906  | 20,3 % | 1 184  | 4,1 %  | 1 015  | 2,9 %  | +46 %          |
| Total fossiles                                                                            | 25 134 | 96,7 % | 29 886 | 82,9 % | 25 686 | 66,1 % | 4 509  | 15,7 % | 5 775  | 16,5 % | -77 %          |
| Hydroélectricité                                                                          | 28     | 0,1 %  | 30     | 0,1 %  | 21     | 0,1 %  | 17     | 0,1 %  | 19     | 0,05 % | -32 %          |
| Éolien                                                                                    | 610    | 2,3 %  | 4 241  | 11,8 % | 7 809  | 20,1 % | 16 330 | 56,8 % | 18 873 | 54,0 % | +2994 %        |
| Solaire                                                                                   |        | 0      | 1      | ε %    | 6      | 0,02 % | 1 181  | 4,1 %  | 2 202  | 6,3 %  | ns             |
| Biomasse                                                                                  | 148    | 0,6 %  | 620    | 1,7 %  | 3 680  | 9,5 %  | 4 979  | 17,3 % | 6 253  | 17,9 % | +4125 %        |
| Déchets renouv.                                                                           | 39     | 0,2 %  | 680    | 1,9 %  | 913    | 2,3 %  | 945    | 3,3 %  | 1 020  | 2,9 %  | +2515 %        |
| Total énergies renouvelables                                                              | '825   | 3,2 %  | 5 572  | 15,5 % | 12 429 | 32,0 % | 23 452 | 81,6 % | 28 367 | 81,1 % | +3338 %        |
| Déchets non renouv.*                                                                      | 23     | 0,1 %  | 556    | 1,5 %  | 747    | 1,9 %  | 773    | 2,7 %  | 834    | 2,4 %  | +3526 %        |
| Total                                                                                     | 25 982 | 100 %  | 36 053 | 100 %  | 38 862 | 100 %  | 28 734 | 100 %  | 34 976 | 100 %  | +35 %          |
| Source : Agence internationale de l’énergie. * part non renouvelable des déchets urbains. |        |        |        |        |        |        |        |        |        |        |                |

| Type de centrale                                       | 1994   | 2000   | 2005   | 2010   | 2013   | 2014   | 2015   | var. 2015/1994 |
| Centrales de grande taille                             | 9 126  | 8 160  | 7 710  | 7 175  | 5 964  | 5 689  | 5 689  | -37,7 %        |
| - électriques pures                                    | 2 186  | 1 429  | 834    | 840    | 841    | 841    | 841    | -61,5 %        |
| - cogénération                                         | 6 940  | 6 731  | 6 877  | 6 335  | 5 123  | 4 848  | 4 848  | -30,1 %        |
| Centrales de petite taille                             | 773    | 1 462  | 1 579  | 1 819  | 1 814  | 1 822  | 1 837  | +138 %         |
| Autoproducteurs                                        | 339    | 574    | 657    | 638    | 618    | 616    | 619    | +82,6 %        |
| Hydroélectricité                                       | 8      | 10     | 11     | 9      | 9      | 9      | 7      | -17 %          |
| Éolien                                                 | 521    | 2 390  | 3 128  | 3 802  | 4 820  | 4 888  | 5 075  | +874 %         |
| Solaire                                                | 0      | 1      | 3      | 7      | 571    | 607    | 782    | ns             |
| Total                                                  | 10 767 | 12 598 | 13 088 | 13 450 | 13 795 | 13 630 | 14 010 | +30,1 %        |
| Source : Danish Energy Agency, Energy Statistics 2014. |        |        |        |        |        |        |        |                |

La part des grandes centrales décroit au bénéfice des petites installations. La cogénération domine largement. La puissance installée des éoliennes et du solaire doit être pondérée par leur facteur de charge.

### Production de chaleur (chauffage urbain)
En 2020, les livraisons de chaleur par les réseaux de chauffage urbain se sont élevées à 102 PJ, soit 18,7 % de la consommation finale d'énergie. En 2022, cette chaleur provenait à 16,5 % des combustibles fossiles (charbon : 7,5 %, pétrole : 2,1 %, gaz naturel : 6,8 %), à 65,0 % des énergies renouvelables (biomasse : 51,1 %, déchets renouvelables : 11,7 %, solaire thermique : 2,2 %, géothermie ; 0,03 %), à 9,5 % des déchets non renouvelables et à 9,0 % d'autres énergies.
En 2015, les centrales de cogénération et les centrales de production de chaleur ont produit pour le chauffage urbain 127,6 PJ (soit un peu plus que la production d'électricité : 101,2 PJ), dont 20,4 % de charbon ; 18,5 % à partir de gaz naturel ; 1,1 % de pétrole ; 9,6 % de déchets (part non renouvelable) ; 2,0 % de chaleur résiduelle issue des process industriels et 0,6 % d'électricité ; et 47,7 % de sources d'énergie renouvelables, surtout de la biomasse (45,3 %, dont bois 24,7 %, paille 8,5 %, déchets 11,7 %, etc), du biogaz : 1,6 % et du solaire thermique : 0,7 % ; cette production est bien évidemment très sensible au climat : ainsi, en 2010, année froide, elle a bondi de 15,3 % avant de retomber en 2011 de 12 %, et en 2014, année du record de chaleur, elle a chuté de 10 % ; depuis 1994, la production de chaleur a progressé de 12,8 % ; le charbon a reculé de 53,3 %, le gaz naturel de 7,1 %, le pétrole de 78 % ; les déchets ont progressé de 101 % et les renouvelables de 264 %, en particulier le bois : +628 %.
Selon le réseau Zero Waste Europe, le Danemark incinérait 80 % de ses déchets en 2013, à cause d'un système d'incitations favorisant plus l'incinération que le recyclage. Mais le nouveau plan de gestion des déchets présenté en novembre 2013 intitulé « Danemark sans déchets - recycler plus, incinérer moins » prévoit une série de mesures pour rectifier ce déséquilibre.

### Thermique classique

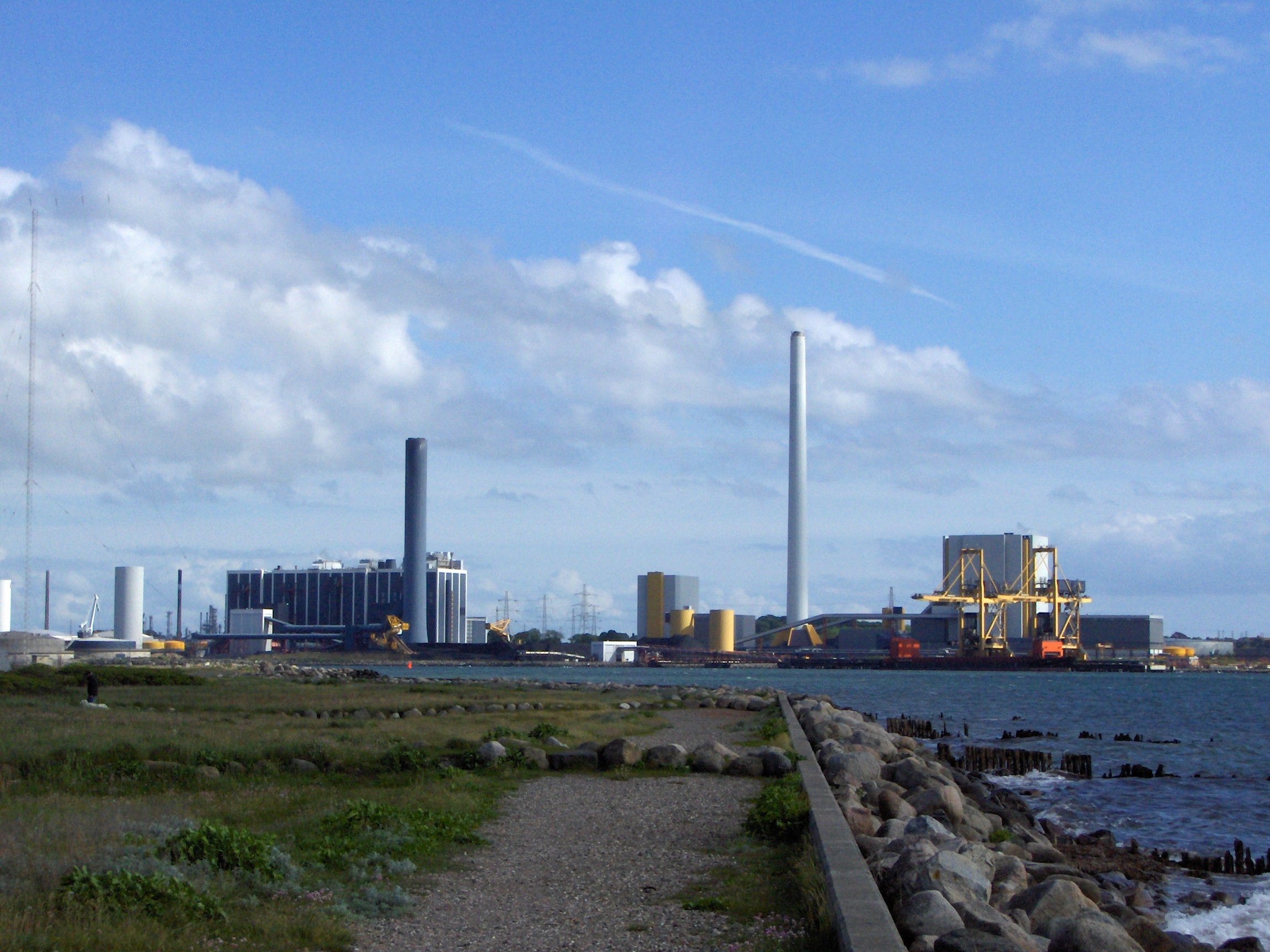
Centrale au charbon Asnæs de DONG Energy à Kalundborg.

Les centrales thermiques à combustible fossile totalisent une puissance installée de 5 689 MW en 2015, en baisse de 37,7 % par rapport à 1990. La plupart sont des centrales de cogénération : 4 848 MW. Elles ont produit 34,5 % de l'électricité danoise en 2015 : charbon 24,5 %, pétrole : 1,1 %, gaz naturel : 6,3 %, déchets (non renouvelables) : 2,6 %.
La plus grande centrale thermique du Danemark est la centrale au charbon Asnæs à Kalundborg, dont la puissance installée est de 1 057 MW. Elle appartient à l'opérateur historique danois DONG Energy.
Une liste des centrales thermiques danoises est disponible : List of power stations in Denmark (en).

### Énergies renouvelables

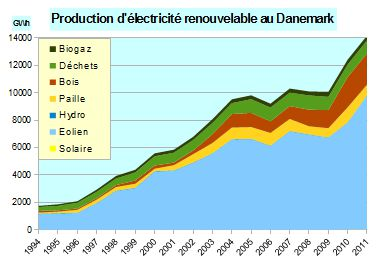
Production d'électricité renouvelable au Danemark, 1994-2011
source données : Agence Danoise de l'Énergie

En 2021, la part de l'éolien et du solaire dans la production d'électricité du Danemark atteint 52 %. Le gouvernement prévoit de multiplier par quatre sa production d'énergie solaire et éolienne terrestre d'ici 2030 et augmenter la production d'énergie éolienne en mer d'un à quatre gigawatts.
En 2019, la part des énergies renouvelables dans le mix électrique danois a atteint 75 % (47 % d'éolien, 3 % de solaire, 25 % de biomasse), alors qu’en 2010 le charbon, le gaz et le pétrole produisaient encore 66,1 % de l’électricité du Danemark. Le Danemark est le premier pays en Europe à produire la moitié de son électricité par des sources d’énergie intermittentes, à l'aide, entre autres, de câbles sous-marins d’interconnexion qui relient le pays aux installations de stockage hydroélectriques situées en Norvège et en Suède, permettant de compenser la production intermittente,.
Les énergies renouvelables assuraient 56,0 % de la production d'électricité danoise en 2015 (53,4 % en 2014, 34,8 % en 2010, 15,9 % en 2000), ainsi que 47,7 % de la production de chaleur pour le chauffage urbain ; l'éolien est largement en tête (48,8 %) pour l'électricité, mais la contribution de la biomasse (bois, paille, déchets, biogaz) est substantielle : 12,9 % de la production électrique et 45,3 % de celle de chaleur, alors que l'hydroélectricité est marginale et le solaire encore en début de démarrage.

##### Potentiel solaire

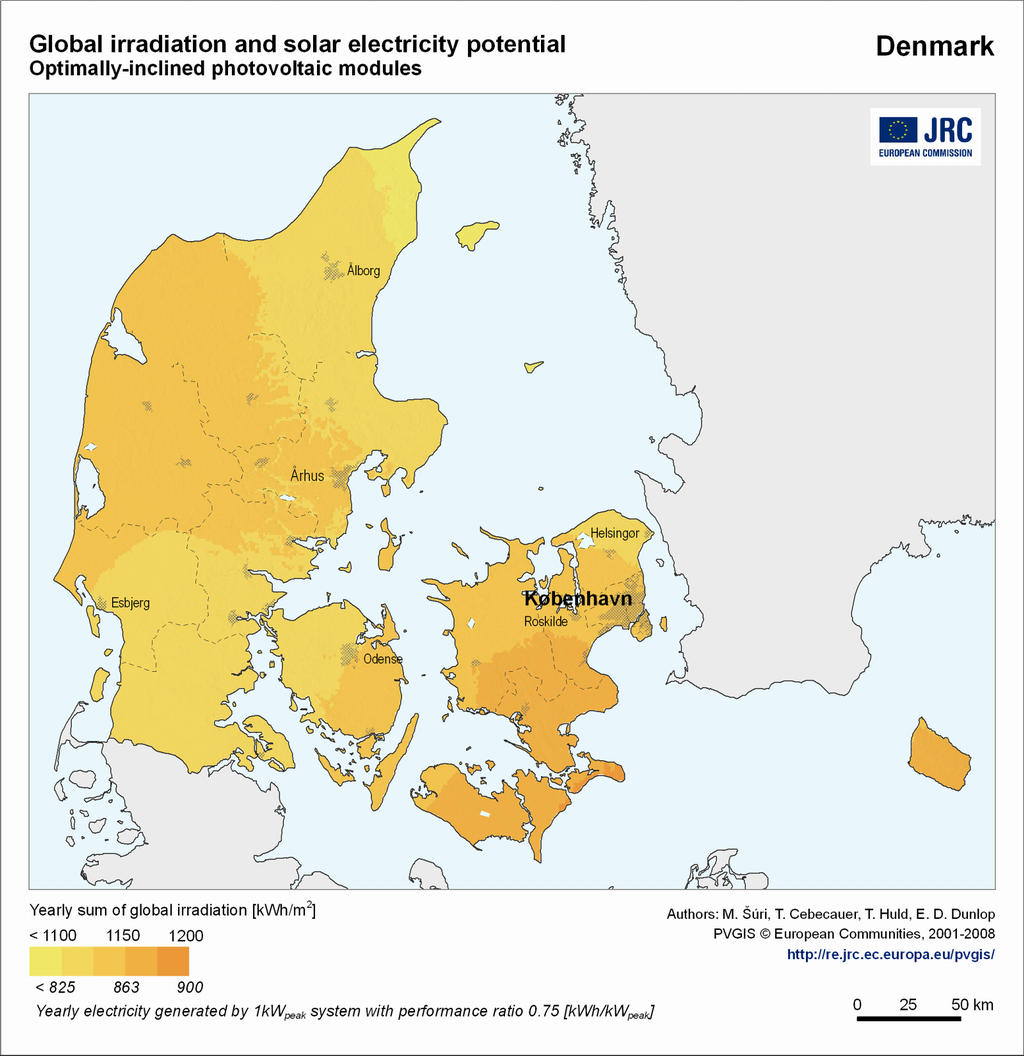
Irradiation solaire globale et potentiel photovoltaïque pour des modules d'inclinaison optimale.

#### Solaire

##### Ensemble de la production solaire
La production d'énergie solaire était en 2015 de 3 604 TJ, soit 2,3 % de la production totale d'énergie renouvelable et 0,5 % de la production totale d'énergie primaire, dont 2 175 TJ d'électricité, soit 1,2 % de la production totale d'électricité.
| TJ                                                     | 1980 | 1990 | 2000 | 2005 | 2010 | 2012  | 2013  | 2014  | 2015  | Variation 2015/1990 |
| Production primaire                                    | 50   | 100  | 335  | 419  | 657  | 1 254 | 2 890 | 3 409 | 3 604 | +3511 %             |
| dont électricité                                       |      |      | 4    | 8    | 22   | 374   | 1 863 | 2 144 | 2 175 | ns                  |
| Source : Danish Energy Agency, Energy Statistics 2015. |      |      |      |      |      |       |       |       |       |                     |

##### Production solaire photovoltaïque
L'Energy Institute estime la production solaire photovoltaïque danoise en 2023 à 3,5 TWh, soit 10,4 % de la production d'électricité du pays.
Selon EurObserv'ER, le Danemark a produit 3 363 GWh en 2023, en progression de 53 %, soit 1,4 % de la production de l'Union européenne (UE), au 12e rang des producteurs photovoltaïques de l'UE, loin derrière l'Allemagne (25,1 %), l'Espagne (17,6 %), l'Italie (12,6 %), la France (9,5 %), les Pays-Bas (8,7 %), la Pologne (4,7 %) et la Grèce (3,4 %).
La production photovoltaïque du Danemark atteignait 2 202 GWh en 2022, soit 6,3 % de la production d'électricité du pays, contre 1 308 GWh en 2021, en progression de 68 % en 2022.
L'Agence internationale de l'énergie estime la pénétration théorique du solaire photovoltaïque danois à 10,6 % de la production totale d'électricité du pays fin 2023 (moyenne de l'UE : 10,3 %) ; cette estimation est basée sur la puissance installée au 31/12/2023, donc supérieure à la production réelle de l'année. Le Danemark est au 16e rang mondial, loin derrière l'Espagne, au 1er rang à 21,1 %, les Pays-Bas (20,5 %) et la Grèce (17,8 %) ; l'Allemagne (14,4 %) est au 7e rang et la France (5,8 %) au 24e rang.
| Année | Production (GWh) | Accroissement | Part prod.élec. |
| 2011  | 14               |               | 0,04 %          |
| 2012  | 103              | +636 %        | 0,3 %           |
| 2013  | 517              | +402 %        | 1,5 %           |
| 2014  | 595              | +15 %         | 1,8 %           |
| 2015  | 604              | +1,5 %        | 2,1 %           |
| 2016  | 743              | +23 %         | 2,4 %           |
| 2017  | 751              | +1 %          | 2,4 %           |
| 2018  | 952              | +27 %         | 3,1 %           |
| 2019  | 963              | +1 %          | 3,3 %           |
| 2020  | 1 180            | +23 %         | 4,1 %           |
| 2021  | 1 308            | +11 %         | 4,0 %           |
| 2022  | 2 202            | +68 %         | 6,3 %           |
| 2023  | 3 363            | +53 %         | 10,4 %          |

Selon EurObserv'ER, le Danemark a produit 2 181 GWh en 2022, en progression de 66,6 %, se classant au 13e rang des producteurs photovoltaïques de l'Union européenne (UE) avec 1,1 % de la production de l'UE, loin derrière l'Allemagne (29,6 %), l'Espagne (14,4 %), l'Italie (13,7 %), la France (10,0 %), les Pays-Bas (8,6 %) et la Pologne (3,9 %).

##### Puissance installée solaire photovoltaïque
En 2023, le Danemark a installé 459 MWc, au 15e rang européen, loin derrière l'Allemagne (27,5 %), l'Espagne (13,7 %), l'Italie (9,9 %), la Pologne (9,2 %), les Pays-Bas (8,1 %) et la France (6 %). La puissance installée du parc photovoltaïque danois atteint 3 529 MWc, en progression de 15 % en un an, au 13e rang européen, loin derrière l'Allemagne (82 191 MWc, soit 32 %), l'Espagne (30 612 MWc, 11,9 %), l'Italie (30 300 MWc, 11,8 %), les Pays-Bas (23 904 MWc, 9,3 %), la France (20 451 MWc, 8 %) et la Pologne (17 057 MWc, 6,6 %). Sa puissance installée par habitant atteignait 594,8 Wc fin 2022, supérieure de 4 % à la moyenne de l'Union européenne (572,5 Wc), au 9e rang européen, derrière les Pays-Bas (1 342,1 Wc), l'Allemagne (974,3 Wc) et l'Espagne (636,6 Wc), mais devant la Suède (379,6 Wc) et la France (300 Wc).
En 2022, le Danemark a installé 1 366 MWc, au 7e rang européen, loin derrière l'Allemagne (7 304 MWc), la Pologne (4 774 MWc), les Pays-Bas (3 938 MWc), l'Espagne (3 480 MWc), l'Italie (2 490 MWc) et la France (2 385 MWc). La puissance installée du parc photovoltaïque danois atteint 3 070 MWc, en progression de 80 % en un an, au 11e rang européen, loin derrière l'Allemagne (67 399 MWc), l'Italie (25 060 MWc), les Pays-Bas (18 849 MWc), l'Espagne (17 195 MWc) et la France (17 169 MWc). Sa puissance installée par habitant atteignait 522,7 Wc fin 2022, supérieure de 19,5 % à la moyenne de l'Union européenne (437,4 Wc) et au 4e rang européen, derrière les Pays-Bas (1 071,5 Wc), l'Allemagne (809,7 Wc) et la Belgique (558,6 Wc).
En 2021, le Danemark a installé 312 MWc.
En 2014, le Danemark a installé seulement 39,4 MWc en photovoltaïque contre 360 MWc en 2012 et 155 MWc en 2013 ; sa puissance cumulée de 603 MWc fin 2014 la classe au 14e rang européen ; une modification du système de net metering a causé la chute du marché.
Le Danemark a atteint dès 2012 l'objectif gouvernemental 2020 de 200 MWc de cellules solaires. En 2012, 36 MW sont installés chaque mois. Le secteur énergétique danois estime que cette tendance va aboutir à 1 000 MW en 2020 et 3 400 MW en 2030.

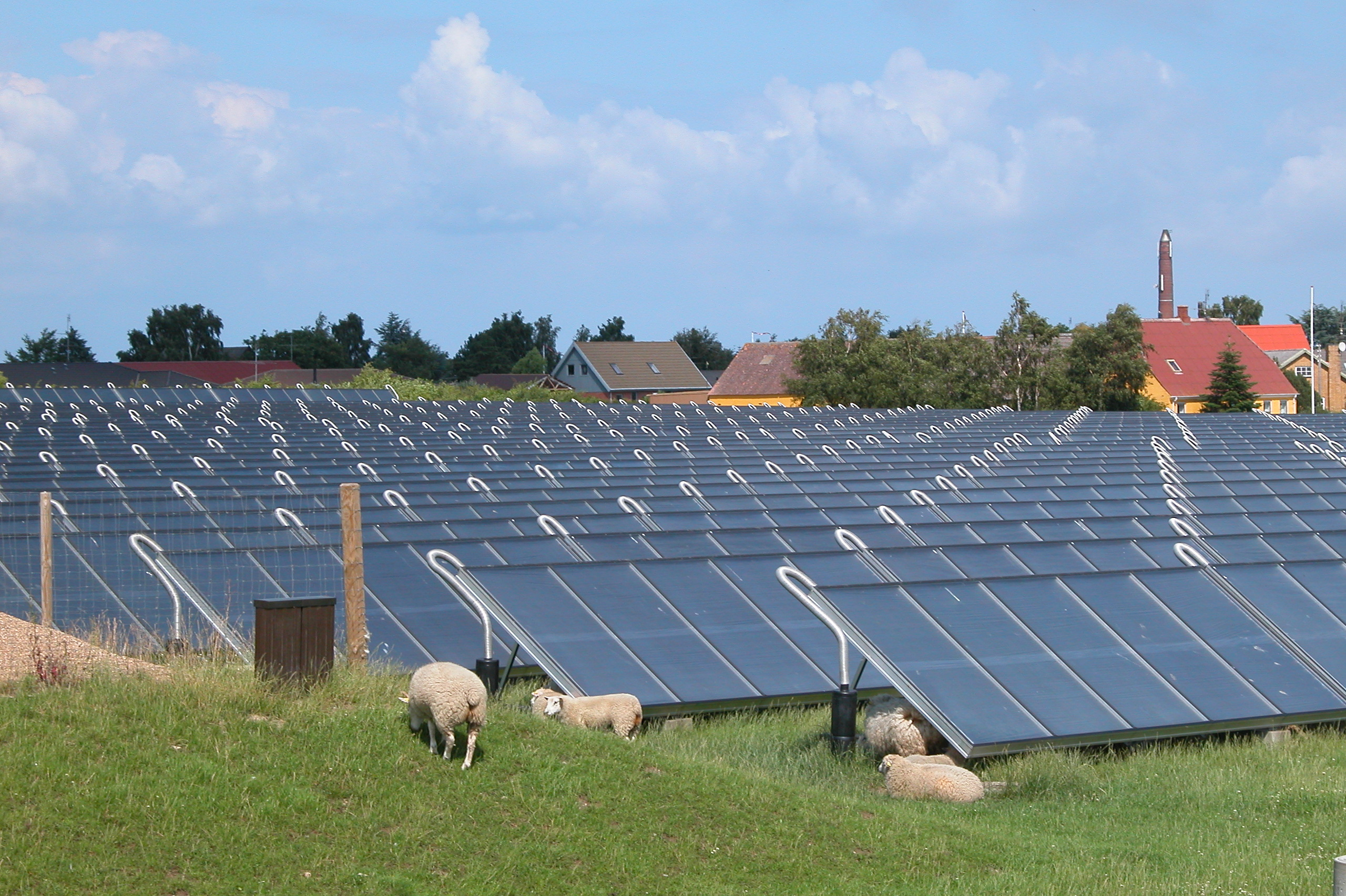
Parc solaire de Marstal (18365 m2).

##### Centrales de chauffage solaire
Le Danemark est de loin le premier pays européen en matière de développement des centrales de chauffage solaire. Fin 2012, 193 MWth étaient en fonctionnement dans le pays pour un total de 37 centrales. L'Allemagne arrive deuxième en Europe avec 27,3 MWth installés répartis en 21 centrales. Plusieurs facteurs permettent d'expliquer l'explosion du nombre de centrales au cours des dernières années, notamment les taxes élevées sur les énergies fossiles ainsi que la forte décentralisation du système de production énergétique, s'appuyant notamment sur des réseaux de chaleur largement développés, pour couvrir les besoins en eau chaude sanitaire et en chauffage du pays.
Cette capacité est amenée à augmenter très fortement dans les années à venir. Dans un document de planification à long terme paru en 2010, les compagnies danoises de distribution de chaleur envisagent d'ici 2020 de construire de nouvelles centrales solaires, pour atteindre une surface de 4 millions de mètres carrés de panneaux solaires installés, et de continuer le développement jusqu'à 8 millions de mètres carrés d'ici 2030. Cela permettrait de couvrir 10 % de la chaleur produite par ces entreprises de distribution.

### Transport et distribution

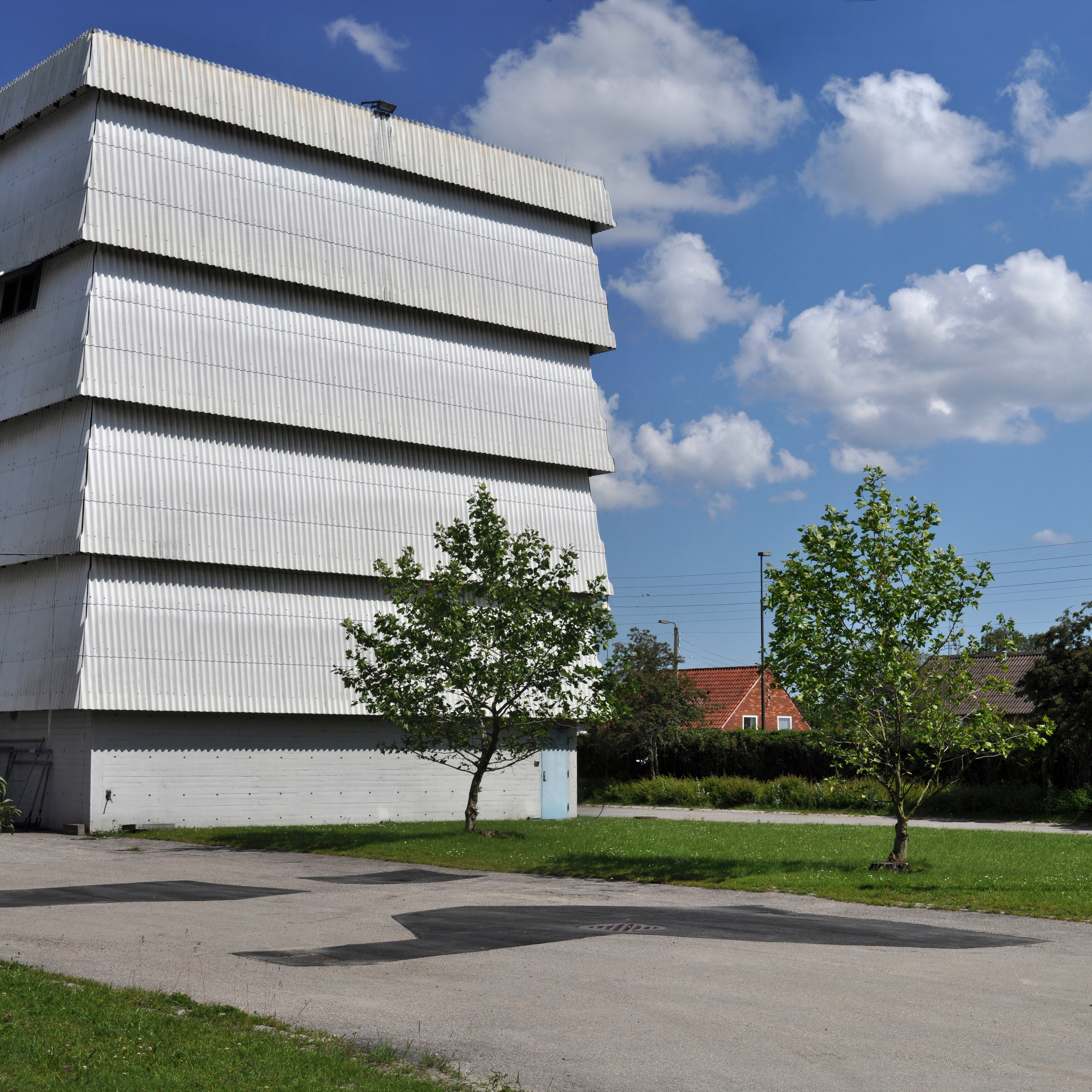
Station de transformation de Amager, architecte : hans chr. hansen, 1901-1978

Le réseau danois de transport se compose de 1 508 km de lignes à très haute tension (400 kV), dont 371 km de câbles souterrains ou sous-marins, et 702 km de lignes à haute tension (220-285 kV), dont 231 km de câbles. Il est interconnecté avec les réseaux des trois pays voisins : Allemagne, Norvège et Suède. Il appartient à Energinet.dk, entreprise publique gérée par le Ministère danois du Climat, de l'Énergie et de la Construction.
Fin 2023, une nouvelle interconnexion est inaugurée avec le Royaume-Uni.

### Consommation d'électricité
La consommation danoise d'électricité par habitant était de 5 798 kWh en 2019, supérieure de 78 % à la moyenne mondiale : 3 265 kWh, mais inférieure de 18 % à celle de la France (7 043 kWh), de 12 % à celle de l'Allemagne (6 606 kWh) et de 55 % à celle des États-Unis (12 744 kWh).
En 2022, la consommation finale d'électricité se répartissait en :
- industrie : 27,7 % ;
- transport : 3,0 % (rail) ;
- résidentiel : 32,0 % ;
- services : 31,9 % ;
- agriculture : 5,3 %.

### Consommation de chaleur
En 2022, la consommation finale de chaleur de réseau se répartissait en :
- industrie : 3,6 % ;
- résidentiel : 64,4 % ;
- services : 30,7 % ;
- agriculture : 1,3 %.

### Échanges internationaux

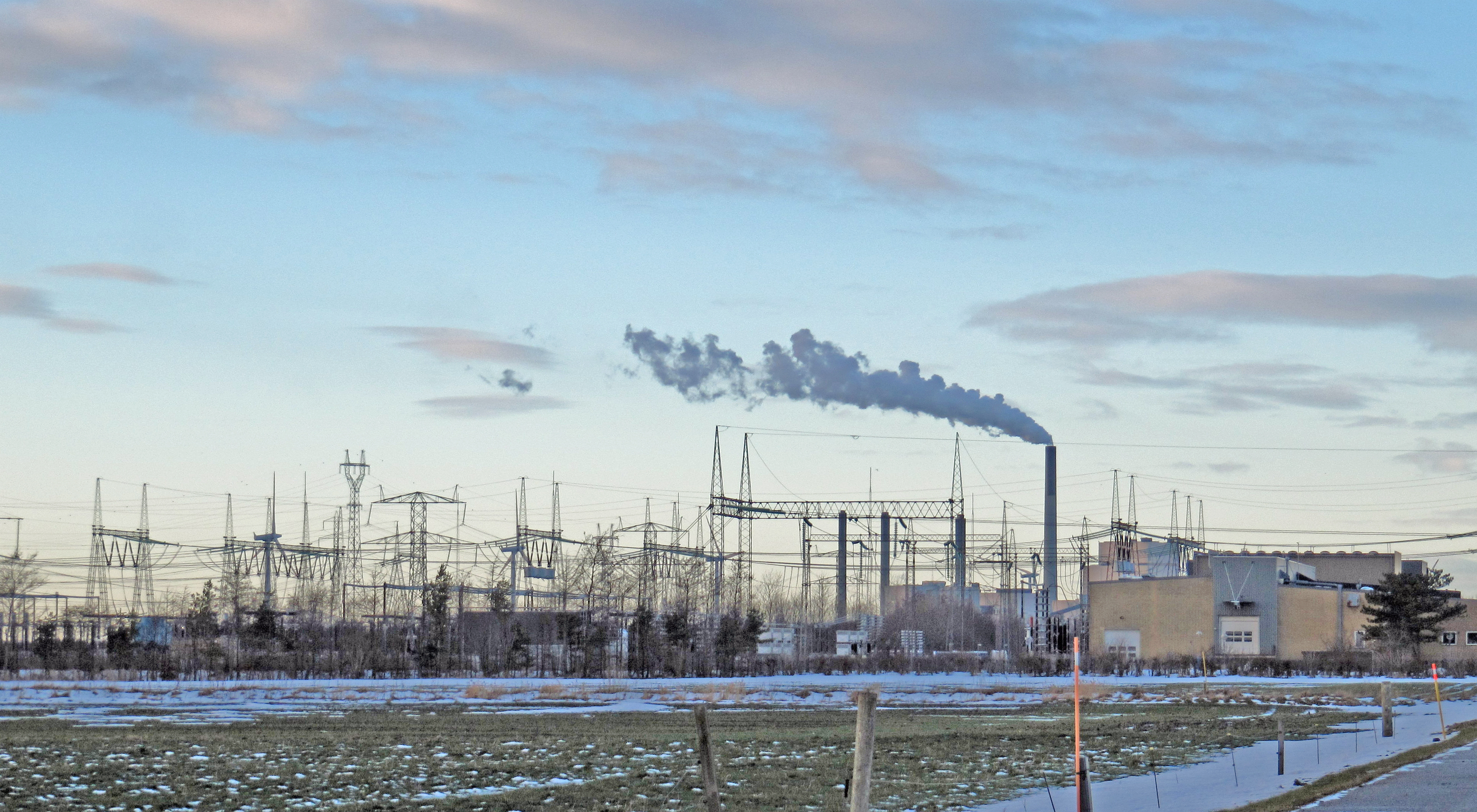
Station de transformation de Konti-Skan près de Vester Hassing (haute tension, courant continu) pour les échanges d'électricité avec la Suède.

Le Danemark est interconnecté avec les trois pays voisins :
- la Norvège : 3 câbles sous-marins partant de Tjele vers Kristiansand (2 en 250 kV, un en 350 kV) avec une capacité totale de 850 MVA ;
- la Suède : 6 câbles sous-marins partant de Vester Hassing vers Lindome (285 kV), de Gørløsegård vers Söderåsen (400 kV), de Hovegård vers Söderåsen (400 kV), de Bornholm vers Borrby (60 kV) et de Teglstrupgård vers Mörarp (130 kV), avec une capacité totale de 2 750 MVA ;
- l'Allemagne : 6 lignes dont 3 partant de Kasso (220 kV et 2x380 kV) vers Flensburg et Audorf, 2 de Ensted (220 kV et 150 kV) vers Flensburg et 1 de Bjæverskov vers Bentwisch en 400 kV, avec une capacité totale de 2 680 MVA[40].

D'ici 2019 une nouvelle interconnexion de 700 MW connectera le Danemark aux Pays-Bas, via un câble sous-marin nommé COBRA.
Les échanges internationaux d'électricité du Danemark sont très variables, en fonction des prix sur le marché des échanges d'électricité scandinave, Nordpool, qui est à son tour influencé par les fluctuations des précipitations sur la Norvège et la Suède, où la production électrique est dominée par l'hydroélectricité. D'une année à l'autre, les échanges varient fortement et peuvent s'inverser ; ainsi, le Danemark a été importateur net en 1990, 1992 et 1993, mais exportateur en 1991, puis toutes les années de 1994 à 2007, sauf 2000 et 2005 ; les soldes nets globaux sont restés faibles jusqu'en 2011, puis sont devenus largement importateurs en 2012, 2014 et 2015, mais les soldes par pays varient fortement ; en 2015, le solde importateur atteignait 21,3 PJ, soit 5,9 TWh, dont 17,8 PJ de Norvège et 13,1 PJ de Suède, moins 9,7 PJ de solde exportateur avec l'Allemagne.
En 2012, le Danemark a été globalement importateur de 5,4 TWh, ce solde résultant d'importations nettes de Norvège (4,8 TWh) et de Suède (7,4 TWh) et d'exportations nettes vers l'Allemagne (6,7 TWh), mais en 2013 les flux se sont inversés : le solde est légèrement importateur (0,3 TWh), mais il résulte d'exportations nettes vers la Norvège (0,3 TWh) et la Suède (2 TWh) et d'importations nettes de l'Allemagne (2,5 TWh) ; on remarque que les soldes s'étaient déjà inversés entre 2010 et 2011, et que pour chaque pays les flux sont importants dans chaque sens ; au niveau mensuel également, les variations sont très importantes. Ces échanges jouent donc bien leur rôle d'optimisation des mix énergétiques à très court terme.
| GWh                                        | 2011   | 2011   | 2011   | 2014   | 2014   | 2014   | 2018   | 2018   | 2018  |
| Pays                                       | Import | Export | Solde  | Import | Export | Solde  | Import | Export | Solde |
| Allemagne                                  | 2 906  | 5 055  | -2 149 | 3 983  | 4 529  | -546   | 5 818  | 4 421  | 1 397 |
| Norvège                                    | 3 600  | 2 414  | +1 186 | 4 108  | 1 461  | +2 647 | 5 096  | 2 605  | 2 491 |
| Suède                                      | 5 141  | 2 807  | +2 334 | 4 694  | 3 811  | +883   | 4 752  | 3 387  | 1 365 |
| Total                                      | 11 647 | 10 276 | +1 371 | 12 785 | 9 801  | +2 984 | 15 606 | 10 413 | 5 193 |
| soldes : + = importateur ; - = exportateur |        |        |        |        |        |        |        |        |       |

### Prix de l'électricité
La base de données d'Eurostat fournit les prix moyens de l'électricité pour consommateurs domestiques (2500 à 5 000 kWh) au 2e semestre 2013 :
- hors taxes : 0,124 9 €/kWh (moyenne UE-28 : 0,1381 ; Allemagne : 0,1489 ; France : 0,1099)
- toutes taxes comprises : 0,293 6 €/kWh (moyenne UE-28 : 0,2009 ; Allemagne : 0,2921 ; France : 0,1589)

Les taxes majorent le prix HT de 135 % au Danemark (moyenne UE-28 : 45 % ; Allemagne : 96 % ; France : 45 %).
Pour les consommateurs industriels (500 MWh à 2 000 MWh) :
- hors taxes : 0,087 1 €/kWh (moyenne UE-28 : 0,0931 ; Allemagne : 0,0905 ; France : 0,0661)
- toutes taxes comprises : 0,242 1 €/kWh (moyenne UE-28 : 0,1438 ; Allemagne : 0,1727 ; France : 0,0942)

Les taxes majorent le prix HT de 178 % au Danemark (moyenne UE-28 : 54 % ; Allemagne : 91 % ; France : 43 %).
Le prix de l'électricité au début 2016 pour les ménages était composé de 41,5 % de prix HT et 58,5 % de taxes diverses (TVA, taxe sur l'électricité, taxe sur la distribution d'électricité, contribution aux économies d'électricité, taxe carbone).

## Impact environnemental
Les émissions de gaz à effet de serre (GES) liées à l'énergie au Danemark s'élevaient à 28 Mt d'équivalent CO2 en 2022, dont 27,1 Mt dues à la combustion de combustibles fossiles. Les émissions de CO2 par habitant étaient de 4,42 tonnes en 2022, niveau supérieur de 4 % à la moyenne mondiale : 4,26 t/hab en 2021, de 10 % à celles de la France : 4,03 t/hab et de 40 % à celles de la Suède : 3,16 t/hab, mais inférieures de 25 % à la moyenne de l'Union européenne : 5,93 t/hab, de 39 % à celles de l'Allemagne : 7,21 t/hab et de 68 % à celles des États-Unis : 13,64 t/hab.
|                                             | 1971  | 1990 | 2022 | var. 2022/1971 | var. 2022/1990 | var.UE27 2022/1990 |
| Émissions GES (Mt CO2)                      | 56,0  | 51,7 | 27,1 | -52 %          | -48 %          | -28,3 %            |
| Émissions CO2/habitant (t CO2)              | 11,17 | 9,92 | 4,42 | -60 %          | -55 %          | -28,4 %            |
| Source : Agence internationale de l'énergie |       |      |      |                |                |                    |

| Combustible                                 | 1971 Mt CO2 | 1990 Mt CO2 | 2022 Mt CO2 | %     | var. 2022/1990 | var. UE27 2022/1990 |
| ------------------------------------------- | ----------- | ----------- | ----------- | ----- | -------------- | ------------------- |
| Charbon                                     | 6,2         | 24,3        | 4,2         | 15 %  | -83 %          | -57,2 %             |
| Pétrole                                     | 49,8        | 22,3        | 16,5        | 61 %  | -26 %          | -21,2 %             |
| Gaz naturel                                 | -           | 4,2         | 4,1         | 15 %  | -2 %           | +22 %               |
| Total                                       | 56,0        | 51,7        | 27,1        | 100 % | -48 %          | -28,3 %             |
| Source : Agence internationale de l'énergie |             |             |             |       |                |                     |

L'Agence internationale de l’énergie fournit la répartition de l'ensemble des émissions par secteur de consommation (après ré-allocation des émissions de la production d'électricité et de chaleur aux secteurs de consommation) :
| | Émissions 2021      | part du secteur | Émissions/habitant | Émiss./hab. UE-27 |
| Secteur | Millions tonnes CO2 | %               | tonnes CO2/hab.    | tonnes CO2/hab.   |
| Secteur énergie hors élec. | 1,9                 | 7 %             | 0,32               | 0,37              |
| Industrie et construction | 5,1                 | 18 %            | 0,87               | 1,50              |
| Transport | 11,3                | 41 %            | 1,93               | 1,74              |
| dont transport routier | 10,5                | 38 %            | 1,80               | 1,64              |
| Résidentiel | 5,0                 | 18 %            | 0,86               | 1,21              |
| Tertiaire | 2,7                 | 10 %            | 0,46               | 0,74              |
| Total | 27,6                | 100 %           | 4,72               | 5,76              |
| Source : Agence internationale de l'énergie * après ré-allocation des émissions de la production d'électricité et de chaleur aux secteurs de consommation |                     |                 |                    |                   |

Les émissions de gaz à effet de serre liées à l'énergie au Danemark (ajustées) sont passées de 62,4 Mt CO2 (millions de tonnes de CO2) en 1980 à 40 Mt CO2 en 2016, en baisse de 36 %.
En 2015, les émissions observées de gaz à effet de serre liées à l'énergie s'élevaient à 36,4 Mt ; 43 % ont été émises au stade de la production primaire et de la transformation et 57 % au stade de la consommation finale (transport : 34 %, industrie : 12 %, ménages et services : 12 %) ; les émissions de CO2 dues à l'énergie s'élevaient à 35,2 Mt et, après correction pour variations de températures et importations d'électricité, à 39,2 Mt, dont 6 % émises au stade de la production primaire, 36,5 % au stade de la transformation (production d'électricité : 28 %, production de chaleur : 8,5 %) et 57,5 % au stade de la consommation finale (transport : 37 %, industrie+agriculture : 13 %, ménages : 6 % et services : 2 %) ; par combustible : 50 % pétrole, 20 % gaz naturel, 26 % charbon, 4 % déchets.

## L'énergie dans l'économie
Les dépenses d'énergie (taxes comprises) ont atteint 142 milliards de couronnes (DKK) en 2014, dont 79,8 pour les ménages, 18,8 pour l'industrie et l'agriculture et 27,4 pour les services.
Les taxes sur l'énergie (y compris taxe carbone et taxes sur le SO2) totalisaient 37,8 Mds DKK en 2015, soit 4,0 % des revenus fiscaux du Danemark ; les principales contributions provenaient de l'électricité : 11,5 Mds DKK, du diesel : 9,4 Mds DKK, de l'essence : 7,4 Mds DKK et des taxes carbone : 4,2 Mds DKK. Les taxes sur l'énergie (à l'origine : sur l'électricité et le pétrole) ont été créées en 1977 pour inciter les consommateurs à économiser l'énergie ; depuis, elles ont été augmentées à plusieurs reprises et étendues au charbon et au gaz ; en 1992, des taxes sur le CO2 ont été ajoutées ; l'industrie est exonérée en tout ou partie de ces taxes afin d'éviter de la défavoriser dans la compétition internationale. Le niveau de ces taxes est beaucoup plus élevé que dans les autres pays, sauf dans le secteur du transport où elles sont à un niveau proche de celui de l'Allemagne. L'Accord sur l'Énergie de 2012 entre les partis politiques ayant décidé d'aller vers la disparition des combustibles fossiles, ces taxes risquaient de rapporter de moins en moins ; une "taxe de sécurité d'approvisionnement" a donc été créé sur toutes les énergies, renouvelables comprises, utilisées pour le chauffage. Sur les 40 Mds DKK de taxes sur l'énergie, 45 % sont supportés par les transports, près de 50 % par le chauffage et l'électricité et 8 % par les process industriels.
Le déficit de la balance commerciale des produits énergétiques (hors gaz) était de 8 Mds DKK en 2013 (charbon : -2,4 Mds DKK, électricité : -1 Md DKK, biomasse : -2,5 Mds DKK), contre un excédent de 2,6 Mds DKK en 2012 ; ce solde a culminé à 30 Mds DKK en 2006.
Les dépenses pour obligations de service public (équivalent danois de la CSPE) ont atteint 8,3 Mds DKK en 2015 contre 7,3 Mds DKK en 2014, 4,7 Mds DKK en 2012 et 3,3 Mds DKK en 2011 ; cette forte hausse est due à la progression de la production éolienne et surtout à la baisse des prix de marché de l'électricité, sur la base desquels sont calculées ces dépenses ; le soutien aux énergies renouvelables représentait 8,0 Mds DKK en 2015, dont 4,7 Mds DKK pour l'éolien, 1 Md DKK pour la biomasse et 2,3 Mds DKK pour les petites cogénérations.
La valeur du pétrole brut produit en Mer du Nord a été de 20,1 Mds DKK en 2015, contre 33,6 Mds DKK en 2014, et celle du gaz naturel de 4,8 Mds DKK contre 7,1 Mds DKK en 2014 ; par rapport à 1990, malgré la baisse des prix de 2015, ces valeurs ont été multipliées par plus de trois.
Les exportations de technologies et équipements énergétiques (éoliennes, canalisations de chauffage urbain, pompes, thermostats, etc) ont connu un pic à 69,7 Mds DKK en 2008, puis ont chuté en 2009-10 et ont repris leur progression, culminant à 74,4 Mds DKK en 2014 et reculant à 71,4 Mds DKK en 2015 ; elles représentent 11 % des exportations danoises.
En 2015, le prix spot du marché de l'électricité Nordpool a chuté à 0,16 DKK/kWh contre 0,22 DKK/kWh en 2014 et 0,28 DKK/kWh en 2013 ; ses variations dépendent surtout des températures et du niveau d'eau des barrages nordiques ; au 1er semestre 2016 il est remonté à 0,18 DKK/kWh.